# Analyse (Philosophie)
Analyse (griechisch analysis) bedeutet allgemein und in der Philosophie die Zergliederung eines Ganzen in seine Teile, ihr Gegenbegriff ist die Synthese. Die Methode der Analyse wurde in der Philosophiegeschichte insgesamt und selbst in der analytischen Philosophie unterschiedlich aufgefasst und angewendet. Entsprechend ist auch der Begriff mehrdeutig.

## Begriffsgeschichte
Im Folgenden wird ein begriffsgeschichtlicher Abriss gegeben.

### Antike
Eine erste als analysis bezeichnete Methode wurde in der griechischen Geometrie entwickelt. Diese beeinflusste nicht nur Sokrates, zumindest wie er durch Platon dargestellt wird, sondern auch Aristoteles. Ihre klassische Form fand die analytischen Methode der griechischen Geometrie jedoch erst später in den Elementen von Euklid. In der klassischen Formulierung findet sich die analytische Methode in der Mathematischen Sammlung von Pappos formuliert.
Bei Platon und Aristoteles kann sich die Analyse auf Begriffe, Urteile und Schlüsse beziehen. Platon entwickelte als begriffsanalytische Methode die Zergliederung (Dihairesis). Aristoteles hat methodisch und systematisch die Methode der Analyse in der Ersten und Zweiten Analytik angewandt.

### Mittelalter und Renaissance
Das frühe Mittelalter ist gekennzeichnet durch eine eklektische Rezeption der griechischen Antike bei schlechter Quellenlage. In der späteren mittelalterlichen Philosophie kommt es zu selbständigen Konzeptionen, die teilweise Grundkonzepte der analytischen Philosophie antizipieren. Als Beispiel kann Johannes Buridan angeführt werden, der zwischen divisio, definitio und demonstratio (Begriffszergliederung, Begriffsdefinition, Beweis) unterschied, was einer zergliedernden, interpretativen und regressiven Analyse entspricht.
In der Renaissance kommt es jedoch zu einem Bruch mit der Tradition der Scholastik zugunsten neuer oder sich explizit wieder auf de antiken Quellen beziehender Ansätze. Eine weitergehende Rezeption bleibt zunächst aus.

### Frühe Neuzeit
Im 16./17. Jahrhundert erfährt die Analyse eine Aufwertung. Galileo Galilei orientiert sich an der geometrischen Methode. Thomas Hobbes wendet sie auf Gesellschaft und auf den Menschen an. Für die britischen Empiristen ist der menschliche Geist ein aus einfachen Bestandteilen zusammengesetztes Ganzes. René Descartes, inspiriert von der zeitgenössischen geometrisch-mathematischen Analyse, versuchte mit Hilfe der philosophischen Analyse absolute Gewissheiten zu finden. Er entwickelte in den Discours de la méthode eine allgemeine analytische Methode und schlägt die systematische Zerlegung von Begriffen und Problemen in ihre je kleinsten Bestandteile vor. Die von Descartes inspirierte Logik von Port-Royal wurde schulbildend.

### Frühe Moderne
Immanuel Kant steht für eine spezifische Analytik. Seine transzendentale Analytik ist eine Analytik der Begriffe. Er sucht die Elemente des Verstandes, die für ihn a priori gegeben sind und die er Kategorien nennt. Es geht um die "Zergliederung unseres gesamten Erkenntnisses a priori in die Elemente der reinen Verstandeserkenntnis". Kant überträgt die transzendentale Analytik auf die Ethik (Analytik der praktischen Vernunft), die Ästhetik (Analytik des Schönen und Erhabenen) und die Teleologie (Analytik der teleologischen Urteilskraft).
Im Deutschen Idealismus und in der Romantik begegnete man dem analytischen Denken, weil lebens- und seelenzerstörend, kritisch. In der frühen Moderne insgesamt sind kritisch u. a.: Friedrich Schiller; Georg Wilhelm Friedrich Hegel, Pierre Teilhard de Chardin; Francis Herbert Bradley und Henri Bergson.
Weiterentwicklungen und Modifikationen erfuhr die analytische Methode bei den Neukantianern, insbesondere bei Ernst Cassirer, und durch die phänomenologischen Analyse.

### Analyse in der analytischen Philosophie
In der analytischen Philosophie gelangt die Analyse zu einer neuen Wichtigkeit. Methode und Ziel unterscheiden sich dabei stark zwischen Vertretern der Philosophie der natürlichen Sprache und den Vertretern formalsprachlicher Ansätze. Während letztere durch logische Analyse die Sprache von internen Widersprüchen, bedeutungsleeren Ausdrücken und Täuschungen durch logische Fehler und emotionale Konnotationen befreien wollen, geht es anderen darum, die Sprache in der Sprache auf ihren eigentlichen Überzeugungsgehalt abzuklopfen. Die Logik der Analyse wird vom späten Wittgenstein grundlegend kritisiert; auch die Angriffe von Willard Van Orman Quine auf das Konzept analytischer Urteile, dem unter andren Peter Strawson entgegentrat, stellte die Objektivität möglicher Analysen infrage.
Es wird u. a. das Paradox der Analyse aufgeworfen: Entweder sind das zu Analysierende (Analysandum) und das Analysierende (Analysans) synonym: Dann ist die Analyse uninformativ. Oder es besteht keine Synonymie: Dann ist die Analyse inadäquat. Vorgeschlagen wird u. a. das Paradox dadurch zu lösen, dass keine strikte Synonymie verlangt wird und man zwischen impliziter und expliziter Kenntnis der Bedeutung der Ausdrücke unterscheidet.